# Conte della Corte di Dovera
Il titolo di Conte della Corte di Dovera è stato un titolo nobiliare milanese che venne concesso da Filippo II di Spagna a Alessandro Serbelloni, discendente dell'omonima casata milanese, nel 1579. Dopo la morte di Alessandro, il titolo è stato consegnato a Giovanni Serbelloni.

## Conti della Corte di Dovera (1579-inizio del XVIII secolo)
- Alessandro Serbelloni, I conte della Corte di Dovera (figlio di Giovanni Battista, fratello del condottiero Gabrio Serbelloni)
- Carlo Francesco Serbelloni, II conte della Corte di Dovera
- Gabrio Serbelloni, III conte della Corte di Dovera
- Antonio Serbelloni, IV conte della Corte di Dovera
- Paolo Serbelloni, V conte della Corte di Dovera